# Jim Bottomley
James Leroy Bottomley (23 de abril de 1900 – 11 de dezembro de 1959) foi um jogador profissional de beisebol. Como primeira base,  Bottomley jogou na Major League Baseball de 1922 até 1937 pelos times St. Louis Cardinals, Cincinnati Reds e St. Louis Browns. Também atuou como jogador-treinador pelos Browns em 1937. Jogando pelo Cardinals contra o Brooklyn no Ebbets Field em 16 de setembro de  1924, estabeleceu o recorde de RBIs em jogo único com 12.
Nascido em Oglesby, Illinois, Bottomley cresceu em Nokomis, Illinois. Desistiu  da escola aos 16 anos de idade e foi trabalhar por motivos financeiros e ajudar a família. Após jogar beisebol como semi-profissional, os olheiros do Cardinals o recrutaram e assinaram com Bottomley. Venceu o prêmio de MVP da Major League Baseball, dado em 1928 e jogou nas equipes que chegaram até a World Series em 1926 e 1931. Jogou pelos Cardinals na temporada de 1932, e foi negociado com os Reds. Após jogar pelo Cincinnati por três anos, jogou mais duas temporadas pelos Browns.
Após sua aposentadoria Bottomley se juntou ao Chicago Cubs como olheiro e treinador das ligas menores de beisebol. Após sofrer um ataque cardíaco, Bottomley e sua esposa se aposentaram e foram criar gado no Missouri. Bottomley foi apelidado de "Sunny Jim" por causa de sua disposição sempre alegre. Bottomley foi eleito para Hall of Fame em 1974 pelo Veterans Committee e pelo Hall of Fame dos Cardinals em 2014.